# Warcraft III: Reign of Chaos
Warcraft III: Reign of Chaos è un videogioco di strategia in tempo reale per Microsoft Windows e Mac OS, che costituisce il terzo titolo della saga di Warcraft. Il gioco è stato pubblicato dalla Blizzard Entertainment nel luglio del 2002, ed è integrato con un versatile World Editor; successivamente la casa ha distribuito anche un'espansione, The Frozen Throne.

## Trama
Sono passati decenni da quando l'Alleanza fra alti elfi, umani, nani e gnomi ha sconfitto l'orda degli orchi (razza soggiogata e resa schiava dai demoni, esseri semidivini con l'unico obiettivo di distruggere e conquistare qualsiasi mondo incontrino sul loro cammino). Medivh, artefice della venuta degli orchi durante la cosiddetta Prima Guerra e ora un'anima tormentata dal rimorso, avvisa i capi delle razze di Azeroth del ritorno della Legione Infuocata, più di 10.000 anni dopo la sua prima venuta (per approfondimenti si veda "I Titani e la Legione Infuocata" e Guerra degli Antichi).
Rimasti delusi dall'operato degli orchi durante la Prima e la Seconda Guerra, i Demoni hanno ideato una nuova, terribile arma da usare per conquistare il mondo di Azeroth: compare così il Flagello dei non morti, guidato dallo spettrale Re dei Lich, imprigionato nel "Trono di Ghiaccio". I raccolti vengono infatti infettati e gli uomini muoiono per risorgere come creature mostruose che si uniscono per formare il Flagello. Nel frattempo gli orchi, guidati dallo sciamano Thrall, decidono di seguire le indicazioni di Medivh: radunata l'Orda, si apprestano a trasferirsi sul continente di Kalimdor, e dopo un disastroso naufragio vengono a contatto con la possente razza dei Tauren, con i quali stringono alleanza.
I paladini della Mano Argentata, guidati da Uther the Lightbringer, decidono di impegnare i loro sforzi allo scopo di fermare il Flagello. L'orgoglioso principe Arthas (figlio del re di Lordaeron Terenas e coinvolto in prima persona nella battaglia in quanto appartenente all'ordine dei Paladini) si fece trascinare sempre di più dall'odio e dalla rabbia nei confronti del Flagello che stava lentamente sterminando il suo popolo, sacrificando i suoi stessi sudditi pur di fermare la contaminazione. Alla fine, egli sarà talmente ossessionato dal desiderio di vendetta e giustizia contro il Flagello che si impossesserà della spada Frostmourne, la cui liberazione causerà la morte dell'amico Muradin Bronzebeard, con la quale uccidere il Signore delle Tenebre Mal'Ganis, a suo parere il capo supremo del Flagello.
Una volta brandita da Arthas, Frostmourne gli ruba l'anima, spingendo il principe ad una crescente pazzia e al totale passaggio verso la non morte. A Froustmourne è infatti legata la mente del Re dei Lich, i cui piani prevedevano che fosse impugnata da Arthas. La potentissima anima maledetta di Froustmorne porta definitivamente Arthas alla pazzia e lo trasforma del tutto nel principe dei Lich, portandolo anche a uccidere il proprio padre, il re Terenas, e a ridurre quindi in disgrazia tutto il di lui regno; diventerà così il primo cavaliere della morte, a cui sarà affidato il compito di guidare il Flagello. Aiutato dal Lich ex-necromante Kel'Thuzad, Arthas riuscirà ad aprire un portale demoniaco per consentire di nuovo l'ingresso dei Demoni sulla terra; questi ultimi lo rimuovono dalla sua carica e prendono direttamente il comando del Flagello, ma, come gli fa presente Kel'Thuzad, questo rientra in un piano del Re dei Lich volto a sbarazzarsi dei suoi padroni.
Intanto Mannoroth, un demone che precedentemente aveva ridotto in schiavitù gli orchi, ne corrompe una parte, guidata da Grom Hellscream, spingendoli a uccidere il semidio degli elfi della notte Cenarius, uno dei principali avversari della Legione. In seguito Thrall, alleatosi con gli umani guidati da Jaina Proudmoore, riesce a liberare Hellscream, il quale ucciderà Mannoroth al prezzo della sua vita. Successivamente, i Demoni vengono sconfitti dagli elfi della notte, che hanno pianificato attentamente la difesa del loro territorio grazie all'aiuto della sacerdotessa di Elune Tyrande Whisperwind, del druido Malfurion Stormrage e del cacciatore di demoni Illidan. Archimonde, il Signore dei Demoni che ha lanciato il secondo attacco, viene grazie ad essi attirato in una trappola mortale presso l'Albero del Mondo e quindi sconfitto, e con lui tutta la sua orda demoniaca, da un'alleanza che vede orchi, elfi ed umani uniti contro i demoni.

## Caratteristiche del gioco

### Le "Campagne"
Nella modalità giocatore singolo, la trama di Reign of Chaos e dell'espansione Warcraft III: The Frozen Throne, così come nei precedenti titoli della saga di Warcraft, è sviluppata nelle "Campagne", ossia in serie di livelli dedicate interamente allo sviluppo di parti della storia dal punto di vista di un'unica razza o fazione. L'insieme di tutte le campagne costituisce l'intera trama del gioco. In Reign of Chaos ci sono, in ordine, le Campagne degli Umani, dei Non morti, degli Orchi e degli Elfi della Notte. Le campagne raccolgono i vari capitoli della storia, ciascuno corrispondente a un livello giocabile, oltre ad alcuni filmati di intermezzo, perlopiù collocati all'inizio e alla fine di ogni campagna.
In ogni campagna si comanda una sola fazione con i relativi Eroi, che conservano le abilità e gli oggetti acquisiti da un capitolo all'altro. La successione dei capitoli è lineare e obbligata, ma il giocatore può scegliere di cambiare il livello di difficoltà.

### Modalità di gioco
Nella modalità Campagna il gioco si svolge in maniera abbastanza semplice: ogni capitolo indica al giocatore una missione principale da svolgere; per passare al capitolo seguente bisogna portare a termine tale missione, seguendo le istruzioni alla lettera. Nella maggior parte dei capitoli ci sono anche delle missioni secondarie, che il giocatore può portare a termine o meno, a proprio piacimento.

Vi sono poi le modalità schermaglia e multigiocatore, in cui la missione, volta soltanto alla vittoria e non al passaggio in un altro capitolo, è una sola: l'esercito del giocatore deve eliminare tutte le costruzioni degli eserciti avversari. Le due modalità si differenziano in quanto nella schermaglia gli avversari sono controllati dall'IA del gioco, mentre la modalità multigiocatore si svolge invece tramite un collegamento ad Internet contro individui reali.
Come nei precedenti titoli di Warcraft, una partita (capitolo/livello o schermaglia) consiste nel costruire accampamenti e produrre unità da guerra, che costano oro e legna, raccolti dalle miniere e dagli alberi tramite le unità lavoratrici. Alcuni capitoli delle campagne non prevedono costruzioni e sono incentrati solo sul combattimento con eserciti già pronti.
Tutte le unità, come pure gli edifici, possiedono dei punti ferita e una percentuale di riduzione dei danni che l'unità o edificio può subire detta armatura - per fare un esempio, se un'unità ha per armatura il valore di 1, essa (l'unità) subirà solamente il 92% del danno che avrebbe potuto subire da un'altra unità se avesse avuto armatura 0. Inoltre, alcune unità (tra cui tutti gli eroi) possono lanciare incantesimi grazie a una riserva di punti magici (detti punti "mana"), che diminuiscono ad ogni incantesimo, ma che si rigenerano poi col tempo. Molti tra questi incantesimi possono essere impostati per il lancio automatico: le unità li utilizzano quando ce n'è l'occasione senza l'intervento del giocatore.
C'è un limite al numero di unità che si possono schierare: ogni unità richiede un supporto ("[quantità di] cibo disponibile"). Il supporto totale che è possibile avere può essere aumentato costruendo certi edifici (ad esempio le fattorie, per gli umani), senza però superare un tetto massimo. Quando tutto il supporto è utilizzato (le unità sono abbastanza da "consumare" tutto il cibo massimo disponibile), non si possono più creare unità nei propri accampamenti. Inoltre, superando certe soglie di supporto utilizzato, scattano dei costi di mantenimento che causano la perdita di una parte dell'oro estratto dalle miniere (l'oro già in proprio possesso non viene consumato).
Una caratteristica importante del gioco è la presenza di basi e unità neutrali, ovvero creature di tipo molto vario (mostri, bestie, briganti...) sparse per la mappa. Queste creature attaccano chiunque vedono, oppure reagiscono solo se provocate. In molti capitoli delle campagne sono proprio questi i nemici principali, piuttosto che le razze giocabili. Uccidere queste creature è comunque utile per aumentare l'esperienza degli eroi e perché spesso consentono di appropriarsi di tesori oltre che varie quantità d'oro, perciò spesso c'è una caccia a queste creature anche quando ucciderle non è tra gli obiettivi, come ad esempio nel multiplayer.
Spesso si trovano anche degli edifici neutrali e pacifici, che non possono essere attaccati: sono basi mercenarie o botteghe commerciali, dove è possibile acquistare istantaneamente unità di vario tipo e oggetti utili. I porti commerciali sono anche l'unico modo per entrare in possesso di navi; altrimenti le navi non fanno parte dell'armamentario di nessuna delle razze.

### Le razze
- Umani: sono il tipico esercito da difesa e hanno una buona versatilità. Hanno molte magie per guarire le loro truppe e possono potenziare gli edifici oltre alle unità. Inoltre possono contare su torri di guardia potenti (che possono essere di tre tipi: con frecce o con cannoni e con l'espansione si aggiunge anche l'attacco magico) e sulla capacità di armare i lavoratori per trasformarli in resistenti miliziani.[1]
- Orchi: potente esercito da assalto, forte soprattutto nella mischia e negli scontri di terra. Anche le truppe base (i grunt) possono infliggere e sostenere un'elevata quantità di danni. Inoltre possono contare sui potenti tauren come unità d'assalto pesante e sugli incantesimi di guarigione degli sciamani e degli stregoni troll. La loro abilità "saccheggio" li rende capaci di ottenere risorse distruggendo gli edifici dei nemici con le loro unità da mischia (grunt e razziatori).[1]
- Elfi della notte: hanno l'abilità di nascondersi (ovvero rendersi invisibili finché non attaccano) durante la notte. Le loro unità base sono soldati da attacco a distanza ('arcieri' e 'cacciatori'), tuttavia l'aggiunta dei giganti della montagna nell'espansione Frozen Throne ha regalato loro una notevole potenza durante gli assalti di mischia. La loro particolarità è quella di recuperare la legna senza tagliare gli alberi e di poter sradicare gli edifici (che sono enormi alberi animati) per difendersi dagli attacchi e spostare gli accampamenti.[1]
- Non morti: sono rapidi nell'accumulare risorse e possono contare su truppe resistenti con un'elevata capacità di rigenerazione e una discreta potenza in assalto. La loro particolarità è la capacità di rianimare i cadaveri per farli combattere dalla loro parte. Hanno un limite nella costruzione ("evocazione", nel loro caso) degli edifici: possono essere quasi tutti piazzati solo sul "terreno maledetto", che si espande di pari passo ai loro edifici.[1]

### Le unità "non-eroiche"
Ciascuna razza è costituita da un insieme di pedine variabili, dette unità. Esclusi gli eroi, esempi di queste unità potrebbero essere i fanti e i sacerdoti per gli umani, i "grunt" (nerboruti guerrieri da corpo a corpo) e i kodo per gli orchi o le "cacciatrici" e i "druidi dell'unghia" per gli elfi della notte. A differenza degli eroi, queste unità non "evolvono" autonomamente e sono in genere molto più deboli degli eroi stessi. Ciascuna razza possiede delle unità non-eroiche da lavoro, scarsamente equipaggiate per il combattimento, che estraggono l'oro dalle miniere disseminate nell'ambiente e che ricavano legna dagli alberi, entrambe risorse necessarie a costruire il proprio accampamento e esercito; delle unità che combattono in "corpo a corpo", delle unità che combattono dalla distanza (tramite archi, lance, asce o archibugi), delle unità aeree, delle unità dotate di magie di vario tipo e delle unità di assalto delle costruzioni.
Le differenze tra le varie razze risiedono principalmente nel modo in cui è distribuita la possibilità di produrre le varie tipologie di unità, oltre che nei costi in termini di oro, "cibo" (il "supporto" citato nel paragrafo Modalità di gioco) e legna che ciascuna tipologia richiede nelle varie razze. Ad esempio, per produrre l'unità volante degli elfi della notte capace di attaccare sia in aria che in terra (l'"arciere alato", composto da un arciere e da un ippogrifo) si ha bisogno di due diverse costruzioni e di due diverse unità che provengono da queste costruzioni, per un totale elevato in termini di costi; per produrre invece le viverne, le unità volanti degli orchi equivalenti agli arcieri alati per gli elfi della notte, si necessita solamente di una costruzione e, sebbene le viverne costino molto di più sia dell'arciere che dell'ippogrifo presi separatamente, sono conseguentemente molto più facili da produrre. In compenso, le viverne necessitano di due upgrade (che costano oro, tempo e legna) dell'edificio principale dell'accampamento degli orchi (l'edificio "Sala del consiglio" deve diventare "Roccaforte" e poi "Fortezza"), mentre per gli arcieri alati ne basta uno solo dell'edificio corrispondente degli elfi della notte; gli arcieri alati sono quindi producibili molto prima.

### Eroi
Ogni fazione ha uno o più eroi, unità speciali generalmente molto forti che si migliorano come nei giochi di ruolo, acquisendo punti esperienza e nuove abilità. Ogni eroe possiede tre caratteristiche: forza, agilità e intelligenza. Alti valori di forza consentono un veloce recupero dei punti ferita e un aumento del massimo ottenibile degli stessi, l'agilità aumenta la difesa (armatura) dell'eroe (poiché è più abile a schivare i colpi) e la sua velocità d'attacco, l'intelligenza invece è legata alla quantità di punti magici (necessari per eseguire incantesimi) e al loro recupero. Ogni eroe inoltre ha una caratteristica principale tra queste tre. Gli eroi di forza sono chiaramente orientati al corpo a corpo, quelli di intelligenza sono potenti maghi e quelli di agilità possono essere ottimi combattenti a distanza oppure veloci combattenti da mischia.
Ogni eroe può possedere inoltre fino a sei oggetti magici nell'inventario, che conferiscono una grande varietà di poteri: permanenti, ricaricabili o "monouso". Gli oggetti si trovano sul campo, a volte nascosti dentro contenitori (botti, casse) che vengono aperti con la forza, o molto spesso vengono resi disponibili dai capi nemici uccisi.
Quando un eroe, durante il gioco, viene ucciso, può essere resuscitato allo stesso livello di esperienza e con gli stessi oggetti acquisiti precedentemente presso appositi edifici, ma è un'operazione che richiede tempo e oro.
Se invece un eroe muore o se ne va secondo la trama del gioco, scomparendo quindi dalla scena in maniera definitiva, a condizione che vi sia un altro capitolo nella stessa campagna esso lascia i suoi oggetti magici a disposizione degli eroi presenti nel capitolo successivo.

#### Eroi Umani
Paladino: i paladini della Mano Argentata hanno in dotazione un martello che usano come arma da mischia, essi sono guidati dalla devozione divina nel proteggere la gente da ogni pericolo. La loro caratteristica principale è la forza.
Re della montagna: a Khaz Modan, nei profondi recessi delle fortezze naniche, risiedono i Re della Montagna, grandi condottieri e signori delle rocche dei nani, che combattono armati di ascia e martello per il gusto della battaglia e perché hanno giurato di salvaguardare l'Alleanza da ogni male. I Re della Montagna hanno come caratteristica principale la forza.
Arcimago: provenienti dal magico regno di Dalaran, gli Arcimaghi sono potenti maghi a cavallo, sono sempre pronti a difendere il destino dell'umanità armati del loro scettro. La loro caratteristica principale è l'abilità di lanciare una grande quantità di incantesimi contro i loro nemici. La loro caratteristica principale è l'intelligenza.

#### Eroi Orchi
Veggente: i veggenti degli orchi rappresentano il più alto titolo sciamanico del loro popolo, essi riescono a prevedere il futuro e sono sintonizzati con i poteri di terra e cielo. La loro caratteristica principale è l'intelligenza.
Capo Tauren: i capi tauren sono i membri più anziani di questa razza simile ai minotauri. Essi sono ricoperti di oggetti sacri (come stendardi o tatuaggi) che ne fanno intendere il loro lungo percorso nelle battaglie che, in accordo con la cultura Tauren, vengono celebrate in appositi totem. I tauren ed i loro rispettivi capi si sono uniti agli orchi in quanto hanno stipulato un accordo di difesa reciproca. La caratteristica principale dei Capi Tauren è la forza.
Mastro d'arme: i mastri d'arme rappresentano una delle forze d'élite degli orchi, ovvero quella degli spadaccini veloci e silenziosi. Si sono uniti agli orchi per liberare i loro clan caduti in mano demoniaca. La loro caratteristica principale è l'agilità.

#### Eroi Non Morti
Cavaliere della morte: i Cavalieri della morte sono ex-paladini un tempo devoti alla cura del popolo, da cui però furono cacciati dopo l'avvento della Piaga della Non Morte. Amareggiati, questi paladini votarono se stessi alla distruzione del cuore stesso della Piaga, ma soccombettero al potere del Re dei Lich e si unirono al Flagello dei Non Morti. La caratteristica principale di questi eroi è la forza.
Lich: i Lich sono gli stregoni e gli sciamani orchi che un tempo erano al servizio di Ner'zhul, ma che vennero poi catturati da Kil'jaeden e trasformati in potenti stregoni al servizio del Flagello. La loro caratteristica principale è l'intelligenza.
Signore delle tenebre: i Signori delle tenebre sono demoni vampiri un tempo luogotenenti del demone Kil'jaeden, mandati da lui a sorvegliare il Re dei Lich. La loro caratteristica principale è la forza.

#### Eroi Elfi della Notte
Cacciatore di demoni: i cacciatori di demoni sono gli elfi oscuri che tramite un patto sigillato molti secoli fa, hanno giurato di cacciare i demoni e il caos con le loro abilità sovra sviluppate. Per armi possiedono due lame ricurve simili a mezzelune dentate. La loro caratteristica principale è l'agilità.
Custode del bosco: i Custodi del bosco sono creature la cui metà inferiore è quella di un cervo mentre quella superiore è quella di un elfo della notte, una delle loro braccia è simile ad un groviglio di rami e sono figli del semidio Cenarius. Essi hanno il compito di proteggere i boschi da ogni possibile minaccia tramite le loro forti magie di controllo sulla natura. La loro caratteristica principale è l'intelligenza.
Sacerdotessa della Luna: le Sacerdotesse della Luna sono i capi delle sentinelle degli elfi della notte e devote servitrici di Elune, cavalcano delle tigri bianche, combattono con l'arco e sono votate a liberare le terre elfiche dal male. Sono degli eroi di agilità.

## Sviluppo
Dalla data d'uscita sono usciti svariati aggiornamenti contenenti aggiunte e correzioni. Con l'aggiornamento 1.23 la Blizzard ha reso inutilizzabili svariati programmi di terze parti che rivelavano l'intera mappa di gioco, detti "maphacks". Altri aggiornamenti minori sono usciti fino alla versione 1.26a nel marzo 2011. A distanza di ben 4 anni dall'ultima "Patch", viene annunciato l'aggiornamento del gioco per introdurre nuove funzioni come la compatibilità con le nuove versioni di Mac OS X ed il miglioramento di quella per windows 7, 8.1 e 10. Un'ulteriore patch uscita nell'aprile 2017 denominata 1.28 ha aggiunto altre funzioni al gioco come la modifica della visualizzazione del gioco (a finestra, a schermo intero) e la correzione di errori.

## Modding
Grazie al potente World Editor di Warcraft III è possibile trovare (o creare) molte mappe che modificano in modo piuttosto evidente il gioco.
I mod più noti e giocati sono i 3 cor in cui diversi giocatori si scontrano tra di loro comandando un solo eroe e cercando di distruggere l'accampamento avversario supportando le truppe che vengono generate e comandate dal computer. Un altro mod famoso è la Tower defense, scenario in cui i giocatori collaborano o si scontrano costruendo unicamente torri di guardia più o meno potenti nel tentativo di bloccare l'avanzata di truppe generate e comandate dal computer.
È possibile modificare i singoli oggetti 3D intervenendo direttamente sui file con estensioni .mdx e .mdl nella cartella d'installazione del gioco.

## Colonna sonora
La maggior parte della musica è stata composta da Glenn Stafford, Derek Duke, Jason Hayes e Tracy W. Bush. Ci sono temi diversi per ciascuna delle razze del gioco.

## Riconoscimenti
- Game of the Year (Gioco dell'Anno) - GameSpot
- Game of the Year (Gioco dell'Anno) - Macworld
- Game of the Year (Gioco dell'Anno) - XSages
- Game of the Year (Gioco dell'Anno) - Fragland
- Game of the Year (Gioco dell'Anno) - Cinescape
- Game of the Year (Gioco dell'Anno) - Gaming Illustrated